# Nephthea tenuis
Nephthea tenuis är en korallart som först beskrevs av Kükenthal 1896.  Nephthea tenuis ingår i släktet Nephthea och familjen Nephtheidae. Inga underarter finns listade i Catalogue of Life.